# The Steam Awards
The Steam Awards jsou herní ceny každoročně udělované uživateli videohrám publikovaným na platformě Steam od společnosti Valve. První ročník The Steam Awards se konal v roce 2016 a obsahoval 12 kategorií. Hlasování probíhá současně s každoročními podzimními a zimními prázdninovými výprodeji na Steamu.

## Formát
Ocenění The Steam Awards se udělují ve dvou fázích. V první fázi si Valve vybere několik kategorií, které nejsou pro klasická herní ocenění typické, a umožní každému registrovanému Steam uživateli vybrat si v dané kategorii jednu hru dostupnou na Steamu. Valve následně nominace zkontroluje a poté vybere pět nejlepších her pro závěrečné hlasování. Tyto nominace jsou poté prezentovány Steam uživatelům, kteří mají možnost hlasovat v každé kategorii. Následně Valve vyhlásí vítěze. Období nominací her a hlasování probíhá současně s každoročními podzimními a zimními prázdninovými výprodeji na Steamu, které se soustředí na svátky Dne díkůvzdání a Vánoc.

## Ocenění

### 2016
Nominační proces probíhal od 23. do 29. listopadu 2016. Hlasování probíhalo od 22. do 30. prosince 2016 a vítězové byli vyhlášeni 31. prosince. Bylo registrováno přibližně 15 milionů nominací.
| Záporák, který potřebuje obejmout                                                                               | Tahle hra se mi líbila, než získala ocenění                                                             |
| --- | --- |
| - Portal 2 - Borderlands 2 - Dead by Daylight - Far Cry 3 - Far Cry 4                                           | - Euro Truck Simulator 2 - Paladins - Starbound - Stardew Valley - Unturned                             |
| Zkouška času | Ještě 5 minut                                                                                           |
| - The Elder Scrolls V: Skyrim - Age of Empires II HD - Sid Meier's Civilization V - Team Fortress 2 - Terraria  | - Counter-Strike: Global Offensive - Fallout 4 - Rocket League - Sid Meier's Civilization VI - Terraria |
| Ty kráááááááso!                                                                                                 | Hra ve hře                                                                                              |
| - Grand Theft Auto V - BioShock Infinite - Doom - Metal Gear Solid V: The Phantom Pain - Zaklínač 3: Divoký hon | - Grand Theft Auto V - Garry’s Mod - The Stanley Parable - Tabletop Simulator - Zaklínač 3: Divoký hon  |
| Nebrečím, jen mám něco v oku                                                                                    | Nejlépe použité hospodářské zvíře                                                                       |
| - The Walking Dead - Life Is Strange - This War of Mine - To the Moon - Undertale                               | - Goat Simulator - ARK: Survival Evolved - Blood and Bacon - Farming Simulator 17 - Stardew Valley      |
| Jako na Silvestra (vytvořeno komunitou)                                                                         | Když ji miluješ... (vytvořeno komunitou)                                                                |
| - Doom - BroForce - Just Cause 3 - Keep Talking and Nobody Explodes - Kerbal Space Program                      | - Dark Souls III - Darkest Dungeon - Dota 2 - Geometry Dash - Super Meat Boy                            |
| Pane doktore, vy jste se zase kochal (vytvořeno komunitou)                                                      | Více zábavy ve více lidech (vytvořeno komunitou)                                                        |
| - Euro Truck Simulator 2 - Abzû - Cities Skylines - Mini Metro - Viridi                                         | - Left 4 Dead 2 - Don't Starve Together - Gang Beasts - Golf with Your Friends - Magicka                |

### 2017
Nominační proces probíhal od 22. do 28. listopadu 2017. Hlasování probíhalo od 20. prosince 2017 do 2. ledna 2018 a vítězové byli vyhlášeni 3. ledna.
| Pokaždé jiné dobrodružství | Nervy v kýblu |
| --- | --- |
| - The Witcher 3: Wild Hunt - Dishonored 2 - Divinity: Original Sin 2 - Life Is Strange: Before the Storm - The Walking Dead: A New Frontier | - PlayerUnknown's Battlegrounds - Alien: Isolation - The Evil Within 2 - Outlast 2 - Resident Evil 7: Biohazard           |
| Stále nová hra | Bez kontextu ani ránu |
| - Warframe - Crusader Kings II - Path of Exile - Team Fortress 2 - Titan Quest                                                              | - Rocket League - Goat Simulator - Saints Row IV - South Park: The Fractured but Whole - Wolfenstein II: The New Colossus |
| Dost bylo násilí, odložme zbraně | Není se za co stydět |
| - Stardew Valley - Abzû - Cities: Skylines - Slime Rancher - To the Moon                                                                    | - The Witcher - HuniePop - Gothic II - Mount & Blade: Warband - Rust                                                      |
| Nepopsatelný zážitek | Vypusťte Krakena |
| - Garry's Mod - Antichamber - Doki Doki Literature Club - Pony Island - The Stanley Parable                                                 | - Just Cause 3 - Broforce - Middle-earth: Shadow of War - Red Faction: Guerrilla - Total War: Warhammer II                |
| Žrout času | Symbol krásy |
| - Counter-Strike: Global Offensive - Dark Souls III - Dota 2 - Factorio - Sid Meier's Civilization VI                                       | - Rise of the Tomb Raider - Bayonetta - Hellblade: Senua's Sacrifice - I am Bread - Nier: Automata                        |
| Ty kráááááááso! Podruhé | Nejlepší soundtrack (vytvořeno komunitou)                                                                                 |
| - The Evil Within 2 - Antichamber - CPU Invaders - Hotline Miami - Luna                                                                     | - Cuphead - Crypt of the Necrodancer - Nier: Automata - Transistor - Undertale                                            |
| Ještě lepší, než jsem čekal | |
| - Cuphead - Assassin's Creed Origins - Call of Duty: WWII - Hollow Knight - Sonic Mania                                                     | |

### 2018
Nominační proces začal 21. listopadu 2018. Finalisté byli zveřejněni v prosinci a vítězové byli vyhlášeni během živého vysílání na Steam.tv 8. února 2019. Ocenění The Steam Awards 2018 poprvé představilo kategorii „Hra roku“.
| Hra roku | VR hra roku |
| --- | --- |
| - PlayerUnknown's Battlegrounds - Assassin's Creed Odyssey - Hitman 2 - Kingdom Come: Deliverance - Monster Hunter: World | - The Elder Scrolls V: Skyrim VR - Beat Saber - Fallout 4 VR - Superhot VR - VRChat                                                                        |
| Nesmrtelná hra | Nejlepší vývojář |
| - Grand Theft Auto V - Dota 2 - No Man's Sky - Path of Exile - Stardew Valley                                             | - CD Projekt Red - Bandai Namco Entertainment - Bethesda - Capcom - Digital Extremes - Klei - Paradox Interactive - Rockstar Games - Square Enix - Ubisoft |
| Nejhezčí krajinky | Nejlepší s přáteli |
| - The Witcher 3: Wild Hunt - Dark Souls III - Far Cry 5 - Shadow of the Tomb Raider - Subnautica                          | - Tom Clancy's Rainbow Six Siege - Counter-Strike: Global Offensive - Dead by Daylight - Overcooked! 2 - Payday 2                                          |
| Nejzajímavější alternativní historie                                                                                      | Stroj roku |
| - Assassin's Creed Odyssey - Civilization VI - Fallout 4 - Hearts of Iron IV - Wolfenstein II: The New Colossus           | - Rocket League - Euro Truck Simulator 2 - Factorio - Nier: Automata - Space Engineers                                                                     |

### 2019
Nominační proces začal 26. listopadu 2019. Finalisté byli zveřejňováni od 11. prosince 2019, každý den jedna kategorie. Na rozdíl od předchozích ročníků byla způsobilost k získání ocenění omezena datem vydání, nominovány mohly být pouze hry vydané po listopadu 2018, s výjimkou kategorie „Nesmrtelná hra“. Uživatelé mohli hlasovat od 19. do 31. prosince a vítězové byli vyhlášeni poslední den.
| Hra roku | VR hra roku                                                                                         |
| --- | --------------------------------------------------------------------------------------------------- |
| - Sekiro: Shadows Die Twice - Destiny 2 - Devil May Cry 5 - Resident Evil 2 - Star Wars Jedi: Fallen Order   | - Beat Saber - Blade and Sorcery - Borderlands 2 VR - Five Nights at Freddy's: Help Wanted - Gorn   |
| Nesmrtelná hra                                                                                               | Nejlepší s přáteli                                                                                  |
| - Grand Theft Auto V - Counter-Strike: Global Offensive - Dota 2 - Tom Clancy's Rainbow Six Siege - Warframe | - DayZ - Age of Empires II: Definitive Edition - Dota Underlords - Ring of Elysium - Risk of Rain 2 |
| Nejinovativnější hratelnost                                                                                  | Hra s nejlepším příběhem                                                                            |
| - My Friend Pedro - Baba Is You - Oxygen Not Included - Planet Zoo - Slay the Spire                          | - A Plague Tale: Innocence - Disco Elysium - Far Cry New Dawn - Gears 5 - GreedFall                 |
| Nejlepší hra, která Vám nejde                                                                                | Nejlepší vizuální styl                                                                              |
| - Mortal Kombat 11 - Code Vein - Hunt: Showdown - Mordhau - Remnant: From the Ashes                          | - Gris - Astroneer - Katana Zero - Subnautica: Below Zero - Total War: Three Kingdoms               |

### 2020
Nominační proces začal 25. listopadu 2020 a vítězové byli vyhlášeni 3. ledna 2021. Nominovaní pro každou kategorii byli vyhlašováni denně od 17. prosince 2020, přičemž hlasování probíhalo od 22. prosince do 3. ledna.
| Hra roku | VR hra roku                                                                                             |
| --- | --- |
| - Red Dead Redemption 2 - Death Stranding - Doom Eternal - Fall Guys - Hades                                          | - Half-Life: Alyx - Phasmophobia - Star Wars: Squadrons - The Room VR: A Dark Matter - Thief Simulator  |
| Nesmrtelná hra | Nejlepší s přáteli                                                                                      |
| - Counter-Strike: Global Offensive - Among Us - No Man's Sky - Terraria - The Witcher 3: Wild Hunt                    | - Fall Guys - Borderlands 3 - Deep Rock Galactic - Risk of Rain 2 - Sea of Thieves                      |
| Nejlepší vizuální styl                                                                                                | Nejinovativnější hratelnost                                                                             |
| - Ori and the Will of the Wisps - Battlefield V - Black Mesa - Marvel's Avengers - There Is No Game: Jam Edition 2015 | - Death Stranding - Control - Noita - Superliminal - Teardown                                           |
| Nejlepší hra, která Vám nejde                                                                                         | Nejlepší soundtrack                                                                                     |
| - Apex Legends - Crusader Kings III - FIFA 21 - GTFO - Ghostrunner                                                    | - Doom Eternal - Halo: The Master Chief Collection - Helltaker - Need for Speed Heat - Persona 4 Golden |
| Hra s nejlepším příběhem                                                                                              | Pane doktore, vy jste se zase kochal                                                                    |
| - Red Dead Redemption 2 - Detroit: Become Human - Horizon Zero Dawn - Mafia: Definitive Edition - Metro Exodus        | - The Sims 4 - Factorio - Microsoft Flight Simulator - Satisfactory - Untitled Goose Game               |

### 2021
Nominovaní byli vyhlášeni 22. prosince 2021 a hlasování probíhalo do 3. ledna 2022.
| Hra roku | VR hra roku |
| --- | --- |
| - Resident Evil Village - Cyberpunk 2077 - Forza Horizon 5 - New World - Valheim                                     | - Cooking Simulator VR - Blair Witch VR - I Expect You to Die 2: The Spy and the Liar - Medal of Honor: Above and Beyond - Sniper Elite VR                |
| Nesmrtelná hra | Nejlepší s přáteli |
| - Terraria - Apex Legends - Dota 2 - No Man's Sky - Rust                                                             | - It Takes Two - Back 4 Blood - Crab Game - Halo Infinite - Valheim                                                                                       |
| Nejlepší vizuální styl                                                                                               | Nejinovativnější hratelnost |
| - Forza Horizon 5 - Bright Memory: Infinite - Little Nightmares II - Psychonauts 2 - Subnautica: Below Zero          | - Deathloop - 12 Minutes - Inscryption - Loop Hero - Moncage                                                                                              |
| Nejlepší hra, která Vám nejde                                                                                        | Nejlepší soundtrack |
| - Nioh 2 - Age of Empires 4 - Battlefield 2042 - Naraka: Bladepoint - World War Z: Aftermath                         | - Marvel's Guardians of the Galaxy - Demon Slayer: Kimetsu no Yaiba – The Hinokami Chronicles - Guilty Gear: Strive - Nier Replicant - Persona 5 Strikers |
| Hra s nejlepším příběhem                                                                                             | Pane doktore, vy jste se zase kochal |
| - Cyberpunk 2077 - Days Gone - Life Is Strange: True Colors - Mass Effect: Legendary Edition - Resident Evil Village | - Farming Simulator 22 - Dorfromantik - Potion Craft: Alchemist Simulator - Townscaper - Unpacking                                                        |

### 2022
Nominační proces probíhal od 22. do 29. listopadu 2022. Nominovaní byli vyhlášeni 18. prosince 2022, hlasování probíhalo od 22. do 29. prosince a vítězové byli vyhlášeni 3. ledna 2023.
| Hra roku | VR hra roku |
| --- | --- |
| - Elden Ring - Call of Duty: Modern Warfare II - Dying Light 2 Stay Human - God of War - Stray                                            | - Hitman 3 - Among Us VR - Bonelab - Green Hell VR - Inside the Backrooms                                                           |
| Nesmrtelná hra | Nejlepší s přáteli |
| - Cyberpunk 2077 - Deep Rock Galactic - Dota 2 - No Man's Sky - Project Zomboid                                                           | - Raft - Call of Duty: Modern Warfare II - Monster Hunter Rise - MultiVersus - Ready or Not                                         |
| Nejlepší vizuální styl | Nejinovativnější hratelnost |
| - Marvel's Spider-Man: Miles Morales - Bendy and the Dark Revival - Cult of the Lamb - Kena: Bridge of Spirits - Scorn                    | - Stray - Dome Keeper - Mount & Blade II: Bannerlord - Neon White - Teardown                                                        |
| Nejlepší hra, která Vám nejde | Nejlepší soundtrack |
| - Elden Ring - FIFA 23 - GTFO - Total War: Warhammer III - Victoria 3                                                                     | - Final Fantasy VII Remake Intergrade - Hatsune Miku: Project DIVA MegaMix+ - Metal: Hellsinger - Persona 5 Royal - Sonic Frontiers |
| Hra s nejlepším příběhem | Pane doktore, vy jste se zase kochal                                                                                                |
| - God of War - A Plague Tale: Requiem - Marvel's Spider-Man - The Stanley Parable: Ultra Deluxe - Uncharted: Legacy of Thieves Collection | - Lego Star Wars: The Skywalker Saga - Disney Dreamlight Valley - Dorfromantik - PowerWash Simulator - Slime Rancher 2              |
| Nejlepší hra na cesty | |
| - Death Stranding Director's Cut - Brotato - Marvel Snap - Vampire Survivors - Yu-Gi-Oh! Master Duel                                      | |

### 2023
Nominační proces probíhal od 21. do 28. listopadu 2023. Nominovaní byli oznámeni 17. prosince a hlasování probíhalo od 21. prosince 2023 do 2. ledna 2024. Novináři vyzdvihli některé vítěze, jako například Red Dead Redemption 2 (oceněna za pokračující podporu, přestože hra od roku 2020 neobdržela žádné větší aktualizace) a Starfield (oceněna za inovaci, přestože byla na Steamu přijata špatně); někteří měli podezření, že hlasy byly sarkastické nebo ironické, zatímco jiní je považovali za příznak hlasování fanoušků. Vítězství hry The Last of Us Part 1 v kategorii „Nejlepší soundtrack“ se setkalo s negativním ohlasem veřejnosti, která se ptala, proč remake hry, která byla původně vytvořena v roce 2013, zvítězil nad herními soundtracky z her jako Pizza Tower a Hi-Fi Rush.
| Hra roku                                                                                        | VR hra roku                                                                                                   |
| ----------------------------------------------------------------------------------------------- | --- |
| - Baldur's Gate 3 - EA Sports FC 24 - Hogwarts Legacy - Lethal Company - Resident Evil 4        | - Labyrinthine - F1 23 - Ghosts of Tabor - Gorilla Tag - I Expect You To Die 3                                |
| Nesmrtelná hra                                                                                  | Nejlepší s přáteli                                                                                            |
| - Red Dead Redemption 2 - Apex Legends - Deep Rock Galactic - Dota 2 - Rust                     | - Lethal Company - Party Animals - Sons of the Forest - Sunkenland - Warhammer 40,000: Darktide               |
| Nejlepší vizuální styl                                                                          | Nejinovativnější hratelnost                                                                                   |
| - Atomic Heart - Cocoon - Darkest Dungeon II - High on Life - Inward                            | - Starfield - Contraband Police - Remnant 2 - Shadows of Doubt - Your Only Move is Hustle                     |
| Nejlepší hra, která Vám nejde                                                                   | Nejlepší soundtrack                                                                                           |
| - Sifu - EA Sports FC 24 - Lords of the Fallen - Overwatch 2 - Street Fighter 6                 | - The Last of Us Part I - Chants of Sennaar - Hi-Fi Rush - Persona 5 Tactica - Pizza Tower                    |
| Hra s nejlepším příběhem                                                                        | Pane doktore, vy jste se zase kochal                                                                          |
| - Baldur's Gate 3 - Lies of P - Love is all Around - Resident Evil 4 - Star Wars Jedi: Survivor | - Dave the Diver - Cities: Skylines II - Coral Island - Potion Craft: Alchemist Simulator - Train Sim World 4 |
| Nejlepší hra pro Steam Deck                                                                     | |
| - Hogwarts Legacy - Brotato - Diablo IV - Dredge - The Outlast Trials                           | |

### 2024
Nominační proces probíhal od 27. listopadu do 4. prosince 2024. Nominovaní byli oznámeni 17. prosince a hlasování probíhalo od 19. do 31. prosince.
| Hra roku | VR hra roku |
| --- | --- |
| - Black Myth: Wukong - Balatro - Helldivers 2 - S.T.A.L.K.E.R. 2: Heart of Chornobyl - Warhammer 40,000: Space Marine 2            | - Metro Awakening VR - Blade and Sorcery - Davigo - Five Nights at Freddy's: Help Wanted 2 - Maestro                        |
| Nesmrtelná hra | Nejlepší s přáteli |
| - Elden Ring - Baldur's Gate 3 - Dota 2 - No Man's Sky - Stardew Valley                                                            | - Helldivers 2 - Palworld - Satisfactory - Sons of the Forest - Warhammer 40,000: Space Marine 2                            |
| Nejlepší vizuální styl | Nejinovativnější hratelnost                                                                                                 |
| - Silent Hill 2 - Hades II - Metaphor: ReFantazio - Neva - Nine Sols                                                               | - Liar's Bar - Balatro - Helldivers 2 - Satisfactory - S.T.A.L.K.E.R. 2: Heart of Chornobyl                                 |
| Nejlepší hra, která Vám nejde | Nejlepší soundtrack |
| - Black Myth: Wukong - Dragon Ball: Sparking! Zero - The Finals - Ghost of Tsushima: Director's Cut - Tekken 8                     | - Red Dead Redemption - Fate/stay night Remastered - Frostpunk 2 - Horizon Forbidden West: Complete Edition - Silent Hill 2 |
| Hra s nejlepším příběhem | Pane doktore, vy jste se zase kochal                                                                                        |
| - Black Myth: Wukong - Final Fantasy XVI - Ghost of Tsushima: Director's Cut - Mouthwashing - S.T.A.L.K.E.R. 2: Heart of Chornobyl | - Farming Simulator 25 - House Flipper 2 - Tiny Glade - TCG Card Shop Simulator - Webfishing                                |
| Nejlepší hra pro Steam Deck | |
| - God of War Ragnarök - Balatro - Deep Rock Galactic: Survivor - Hades II - Warhammer 40,000: Rogue Trader                         | |